# Natascia Leonardi Cortesi
Natascia Leonardi Cortesi (Faido, 1 de mayo de 1971) es una deportista suiza que compitió en esquí de fondo.
Participó en cuatro Juegos Olímpicos de Invierno, entre los años 1992 y 2006, obteniendo una medalla de bronce en Salt Lake City 2002, en la prueba de relevo (junto con Andrea Huber, Laurence Rochat y Brigitte Albrecht-Loretan), y el cuarto lugar en Nagano 1998, en la misma prueba.

## Palmarés internacional
| Juegos Olímpicos | Juegos Olímpicos                | Juegos Olímpicos  | Juegos Olímpicos |
| Año              | Lugar                           | Medalla           | Prueba           |
| ---------------- | ------------------------------- | ----------------- | ---------------- |
| 2002             | Salt Lake City (Estados Unidos) | Medalla de bronce | Relevo 4 × 5 km  |